# 八幡町 (弘前市)
八幡町（はちまんちょう）は、青森県弘前市の地名。郵便番号は036-8057。

## 地理
町の西南部に弘前八幡宮を構える住宅街。町域の北部は青山、東部は宮川、南部は田町、西部から西北部は宮園に接する。

## 歴史
弘前城下の八幡宮境内地に1955年（昭和30年）、弘前市に合併した和徳村の一部を加えた地域。

### 沿革
- 1983年（昭和58年） - 田町・堅田の一部から分離、八幡町一～三丁目になる。

### 地名の由来
当地にある弘前八幡宮にちなむ。

## 世帯数と人口
2017年（平成29年）6月1日現在の世帯数と人口は以下の通りである。
| 丁目         | 世帯数  | 人口  |
| ------------ | ------- | ----- |
| 八幡町一丁目 | 94世帯  | 199人 |
| 八幡町二丁目 | 145世帯 | 275人 |
| 八幡町三丁目 | 78世帯  | 190人 |
| 計           | 317世帯 | 664人 |

## 施設

### 医療
- 八幡町クリニック
- そうまクリニック
- 成田歯科クリニック
- サカエ薬局

### 警察
- 弘前警察署
- 警察公舎

### 商業
- サンデー弘前八幡町店
- かっぱ寿司弘前八幡店
- ビッグボーイ弘前店
- ホリデイスポーツクラブ弘前店
- パリ亭

### 工業
- 小山田建設機材センター

### 公共
- B&G海洋センター
- 第3市民プール
- 八幡町ホール

### 寺院
- 弘前八幡宮

## 小・中学校の学区
市立小・中学校に通う場合、学区は以下の通りとなる。
| 町丁         | 番・番地 | 小学校             | 中学校             |
| ------------ | -------- | ------------------ | ------------------ |
| 八幡町一丁目 | 全域     | 弘前市立時敏小学校 | 弘前市立第一中学校 |
| 八幡町二丁目 | 全域     | 弘前市立時敏小学校 | 弘前市立第一中学校 |
| 八幡町三丁目 | 全域     | 弘前市立時敏小学校 | 弘前市立第一中学校 |

## 交通
- 弘南バス
  - 八幡町三丁目（弘前バスターミナル - 神田、小栗山 - 清原・安原 - 神田線）停留所。
  - 警察署前（弘前駅 - 宮園団地、宮園団地 - 南高校・聖愛高校線）停留所。
    - 宮園団地 - 南高校・聖愛高校線は冬季のみの運行。